# 大石剛
大石 剛（おおいし ごう、1969年（昭和44年） - ）は、日本の実業家。静岡新聞社代表取締役会長・静岡放送非常勤取締役。

## 経歴
東京都出身。1992年、成蹊大学法学部卒業、電通に入社し6年勤めた。1998年、静岡新聞社・静岡放送入社。2009年、静岡新聞社取締役。2011年、常務。2012年、社長。2021年3月、社長を辞任、静岡新聞社代表取締役顧問並びに静岡放送非常勤取締役に就いた。
また静岡商工会議所副会頭、日本ABC協会、日本新聞協会、静岡県日中友好協議会各理事、静岡県サッカー協会会長（代表理事）、静岡県広告協会会長などをつとめる。

## 不祥事
- 2021年3月5日、写真週刊誌のFRIDAYにて、創業者の孫で電通出身の社長・大石剛と静岡放送の原田亜弥子アナウンサー(当時)の不倫報道を掲載した[8]。記事によると密会用のマンションで逢ったり、関東までお泊りゴルフ旅行をしていると報道された[8]。また、今回の不倫報道について、マスコミなどから問い合わせが来たときのために同誌の発売前日に想定問答集が作成されていたことが判明した[9]。同月9日の取締役会で大石は社長職を辞した（後任に常務取締役新聞本部長の大須賀紳晃が就任）[10]ものの、日刊新聞法により大石が保有している自社株の譲渡に制限があるため、引き続き代表権を持った上で取締役には留任することになった。

## 親族
実父は静岡新聞社・静岡放送社長松井純、祖父は静岡放送初代社長大石光之助である。